# Martin Aitchison
Martin Aitchison (21 de novembro de 1919 - 22 de outubro de 2016) foi um ilustrador para a revista de banda desenhada Eagle, de 1952 a 1963 e, em seguida, um dos principais ilustradores para as Publicações Ladybird, de 1963 a 1990.
Aitchison nasceu em Birmingham. Estudou no Colégio Ellesmere em Shropshire, saindo com 15 anos de idade para frequentar a Escola de Arte de Birmingham e, depois, então Slade School of Art. Casou com a sua colega, estudante de arte, a bolseira Dorothy Self.
Martin Aitchison era surdo, o que o excluiu do serviço activo na Segunda Guerra Mundial, mas trabalhou para a Vickers Aeronaves com técnico ilustrador. 
Tornou-se artista freelance comercial, após a guerra, produzindo desenhos para uma série de revistas. Começou a trabalhar para a Eagle, em 1952. Ele também desenhou para a Swift, uma outra revista de banda desenhada.
Entrou Publicações Ladybird, em 1963, e juntou-se a Harry Wingfield, ilustrando muitos títulos em Peter and Jane, que eram usados para ensinar as crianças britânicas a ler. A coerência, estilo naturalista e atenção ao detalhe do artista fizeram dele um favorito junto da editora britânica e, durante um período de um quarto de século, ele ilustrou pelo menos cem títulos diferentes. 
Deixou as Publicações Ladybird, em 1987, e reformou-se.